# جاي غراهام
جاي غراهام (بالإنجليزية: Jay Graham)‏ هو لاعب كرة قدم أمريكية أمريكي، ولد في 14 يوليو 1975 في كونكورد في الولايات المتحدة.

## وصلات خارجية
- جاي غراهام على موقع مرجع كرة القدم المحترفة.كوم (الإنجليزية)